# USS Tripoli (LPH-10)
Pour les autres navires du même nom, voir USS Tripoli.
L'USS Tripoli (LPH-10) est un navire d'assaut amphibie de classe Iwo Jima construit pour l'United States Navy dans les années 1960.

## Construction
Il est mis sur cale au chantier naval Ingalls de Pascagoula, dans l'État de Mississippi (États-Unis), le 15 juin 1964. Il est lancé le 31 juillet 1965, parrainé par Mme Jane Cates, épouse du général Clifton Cates ; et admis au service actif le 6 août 1966, sous le commandement du captain Henry Suerstedt, Jr.
Les navires de cette classe sont étudiés pour le transport et le débarquement de vive force de plus de 2 000 marines dont 190 officiers (1 750 en pratique). Le hangar aviation est long de 70 mètres. Il dispose de deux ascenseurs latéraux, un à tribord arrière et un bâbord avant et jusqu'à 7 hélicoptères peuvent opérer simultanément sur le pont d'envol. Il peut recevoir un hôpital de 300 lits.
Le coût de construction est d'environ 40 millions de dollars de l'époque (
330 millions actuels) et il subit de nombreuses mises à jour au cours de sa carrière.
Le LPH-10 est le deuxième navire de l'US Navy à porter le nom de la bataille de la guerre de Tripoli.

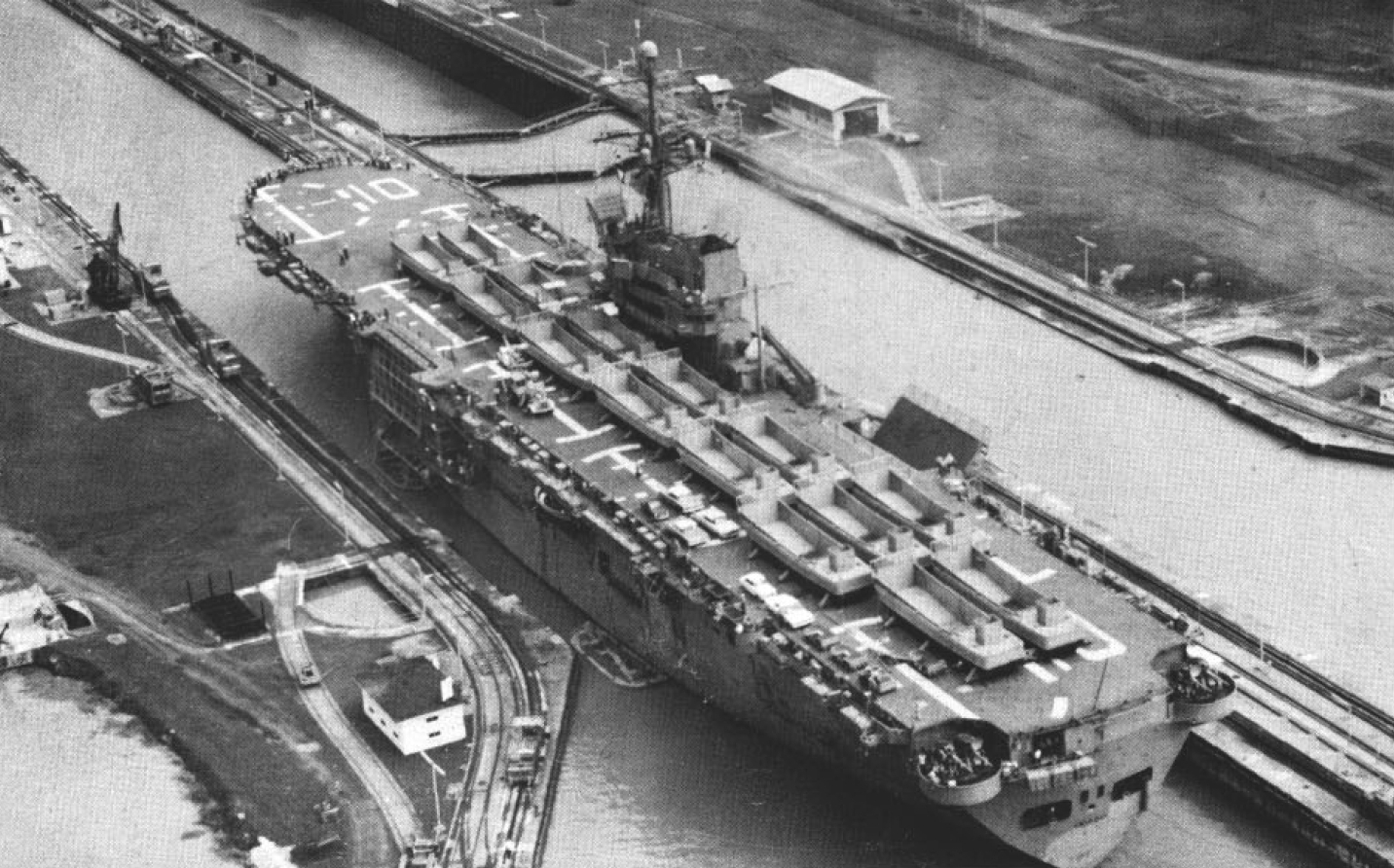
L'USS Tripoli dans les écluses de Miraflores du canal de Panama en novembre 1966.

## Guerre du Viêt Nam, 1967-1973
Après trois mois d'entrainement et de tests complémentaires, le porte-hélicoptère quitte Philadelphie le 6 novembre 1966 pour la côte Ouest. Il franchit le canal de Panama à la mi-novembre et rallie San Diego le 22 novembre 1966. Après entrainement au large de la Californie, l'USS Tripoli quitte son port d'attache le 1er mai 1967 pour un premier déploiement en Extrême-Orient.

### Premier déploiement
Il arrive sur zone le 22 mai 1967, mettant à terre un escadron d'hélicoptères et un escadron d'avions légers d'observation avant de rejoindre le Task Group 76.5 pour participer aux opérations contre le Vietminh. Le 27 mai 1967, il rallie la baie de Subic pour relever l'USS Princeton comme navire-amiral du Amphibious Ready Group (ARG) « Bravo », embarquant un état-major, le 2e bataillon de la 3e division des Marines et les hélicoptères du Marine Medium Helicopter Squadron HMM-164 et d'autres unités de support. Le 8 juin 1967, le porte-hélicoptère quitte la baie de Subic pour son premier déploiement au large du Viêt Nam, participant à huit opérations amphibies exécutées toutes dans la 1re région maritime qui englobe la région au sud de la DMZ (zone démilitarisée vietnamienne).
La première opération baptisée Beacon Torch à lieu du 18 juin au 2 juillet, opération marquée par un contact avec l'ennemi. Le porte-hélicoptères reste à proximité des côtes pour assurer le soutien logistique et sanitaire ainsi que l'appui-feu. Le 2 juillet 1967, il rembarque ses Marines à proximité de Quang Tri pour assister des Marines accrochés par des troupes régulières nord-vietnamiennes à proximité de Con Thien. C'est l'opération Beaver Track qui voit également l'engagement de la 3e Marine Amphibious Force, cette opération est coordonnée avec celle de l'opération Bear Claw qui voit l'engagement des troupes embarquées sur l'USS Okinawa. Pendant douze jours, pas moins de huit bataillons de Marines vont traquer l'ennemi qui subit de lourdes pertes jusqu’au 14 juillet 1967, date de la fin des opérations.
Trois jours plus tard, les Marines embarqués sur le Tripoli rembarquent à bord de leurs hélicoptères pour traquer à nouveau le Viet-Cong du 806e bataillon. Les Marines mis à terre par hélicos et chalands de débarquement, traquant cette unité repérée près de Quảng Trị. L'ennemi échappe aux marines mais est durement étrillée par les troupes sud-vietnamiennes. Le 2e bataillon du 3e régiment rembarque sur le Tripoli le 27 juillet pour un bref moment de repos avant de repartir au combat pour l'opération amphibie Kangaroo Kick qui débute le 1er août. Après la fin de l'opération le 4 août, le porte-hélicoptère rallie la baie de Subic pour deux semaines d'entretien et de repos pour l'équipage.

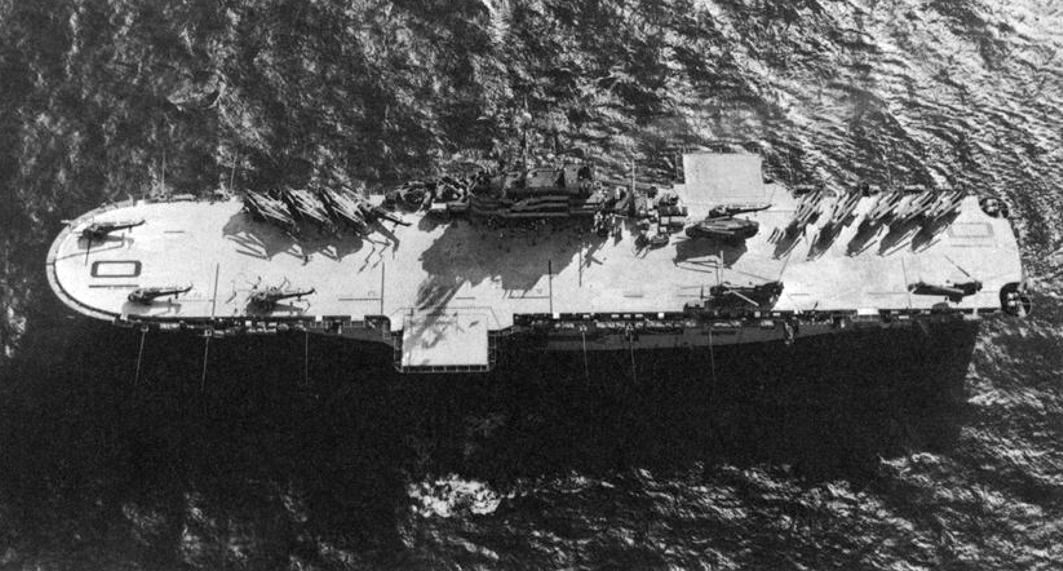
Vue aérienne du Tripoli en 1967.

Le 20 août 1967, le Tripoli est de retour au large de Hué, rembarquant les Marines pour participer à l'opération Belt Drive. Le 27 août, le bataillon est mis à terre par hélicoptères (et une partie par chalands de débarquement) pour trois jours de combat. Les Marines rembarquent à bord du LPH-10 après une opération dans la forêt de Hai Lang le 5 septembre 1967. Le même jour, le destroyer USS Dupont est touché par une batterie côtière nord-vietnamienne près du cap Lay. Le Tripoli lui porte assistance, évacuant les douze blessés par hélicoptères pour les soigner à bord. Le 17 septembre, le porte-hélicoptère lance sa première opération amphibie, nommé Fortress Sentry, avec des chalands de débarquement faute d'hélicoptères CH-46A Sea Knight disponibles. À onze kilomètres au sud de la DMZ, le contact ennemi a lieu à partir du 23 septembre, l'artillerie et l'aviation neutralisant l'opposition ennemie jusqu'au 25 septembre, date de la fin de l'opération. Les Marines à bord, le porte-hélicoptères rallie la baie de Subic à la fin septembre pour six jours de repos.
Début octobre, le Tripoli rallie Da Nang début octobre, embarquant 39 Boeing CH-46 Sea Knight non opérationnels pour les débarquer à Okinawa en vue de leurs réparations. Lors de son appareillage de Da Nang, un hélicoptère du bord récupère le pilote d'un Republic F-105 Thunderchief qui s'était crashé à deux miles du Tripoli. Quant au navigateur présumé disparu, il avait été récupéré par un hélicoptère de l'USAF.
Le 17 octobre, des CH-53 embarquèrent les Marines du Tripoli pour les héliporter à 10 miles au sud de Phu Bai, dans la province de Thừa Thiên. Le lendemain, les Marines passent sous le contrôle de la 3e Marines Amphibious Force pour une mission de recherche et destruction le long de la route 1. Le Tripoli assura l'appui feu, le soutien sanitaire et logistique jusqu'au 1er novembre, date à laquelle il transporte à nouveau 18 CH-46 défectueux jusqu'à Okinawa, avant de rallier Da Nang le 10 novembre pour rembarquer ses Marines pour préparer la dernière opération amphibie de ce déploiement. Baptisée Badger Hunt, les Marines sont héliportés le 14 novembre 1967 à proximité d'An Hoa dans la province de Quảng Nam. L'opération s'achève le 27 novembre quand les Marines rembarquent sur le navire. Rentré à Da Nang le 29 novembre, il commença à transférer hommes et matériels à bord de l'USS Valley Forge (relevant le Tripoli). Le lendemain, le Valley Forge relève officiellement le Tripoli comme navire-amiral du TG 76.5, le porte-hélicoptère reprenant la mer pour rentrer au pays. Il atteint San Diego le 23 décembre 1967 après des escales à Okinawa et Yokosuka, au Japon.
Le Tripoli est immobilisé pour un entretien de janvier à mars 1968 au Long Beach Naval Shipyard, avant de passer les trois premières semaines d'avril en essais et remise en condition. Du 6 au 17 mai, il effectue une véritable remise en condition avant de rallier San Diego pour préparer son deuxième déploiement au Vietnam. Le 12 juin 1968, l'USS Tripoli quitte San Diego pour son deuxième déploiement en Extrême-Orient, faisant escale à Pearl Harbor, Hawaï et Okinawa, arrivant dans la baie de Subic le 1er juillet. Du 2 au 5 juillet, il embarque le 2e bataillon, 7e régiment de Marine, le escadron HMM-265, le détachement « Bravo » du Tactical Squadron 13 et d'autres unités de soutien de l'ARG « Bravo ». Il appareille le lendemain 6 juillet en direction de la zone des combats.

### Deuxième déploiement

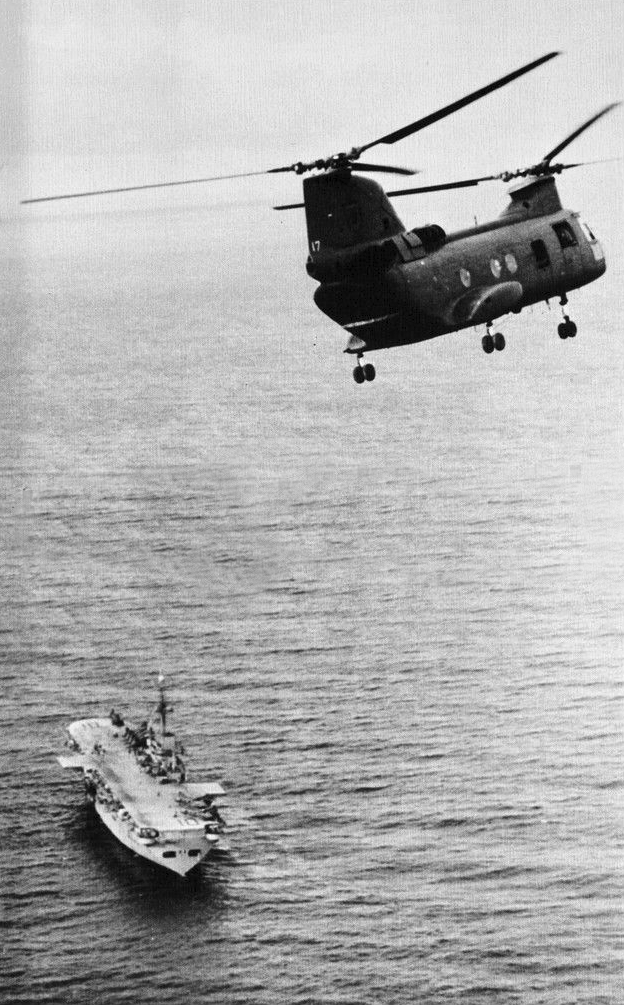
Un Boeing CH-46 Sea Knight en approche, vers 1968.

Le second déploiement fut assez similaire au précédent, le porte-hélicoptère naviguant au large des côtes sud-vietnamienne avec pour zone de prédilection, la proximité de la DMZ pour soutenir à la demande les troupes au sol en envoyant promptement un renfort de Marines. Il participa ainsi successivement aux opérations Eager Yankee du 7 au 16 juillet, Houston IV du 16 au 22 juillet, et Swift Play les 22 et 23 juillet. Cette opération s'étant révélée non concluante, les Marines restent à terre, le Tripoli servant de base mobile de soutien du 22 juillet au 5 novembre, passant quelques jours à la mi-août pour réparations à dans la baie de Subic et quelques jours début octobre à Kaoshiung (Taiwan) pour un repos de l'équipage. Durant cette période, il resta au large des côtes vietnamiennes en fournissant des services de soutien aux Marines du BLT 2/7 opérant à terre.
Le 5 novembre, après trois mois de combat à terre, les Marines du Tripoli réembarquent à bord. Cinq jours plus tard, ils sont de nouveau sur le pont, les hélicoptères de l'escadron HMM-165 et des chalands de débarquement les transportant à terre pour l'opération Daring Endeavor, opération qui s'acheva le 17 novembre, les marines retournant à bord du porte-hélicoptère le jour même. Trois jours plus tard, le Tripoli lance ses marines dans l'opération Swift Move, un raid amphibie dans la province de Quang Nam, au sud de Da Nang. Les Marines basés sur le Tripoli passent alors sous le contrôle de la 1re division de Marines. Ils rembarquent sur le Tripoli le 3 décembre pour permettre aux Marines de se détendre à Hong Kong pendant cinq jours, avant un retour à dans la baie de Subic pour deux semaines d'entretien du navire. Le 27 décembre 1968, il est de retour à Da Nang, embarquant le Batallion Landing Team 3/26 et l'escadre HMM-164 pour reconstituer la Special Landing Force « Bravo ». Le porte-hélicoptères va alors participer à deux autres opérations amphibies.
La première, nom de code Bold Mariner, vise la péninsule de Batangan dans la province de Quảng Ngãi. Les SLF Alfa et Bravo formaient la force d'intervention, rejoignant les troupes sud-vietnamiennes et les soldats de la 23e division américaine. Déclenchée le 13 janvier, l'opération est considérée comme achevée le 6 février, les Marines achevant le rembarquement le 9 février.

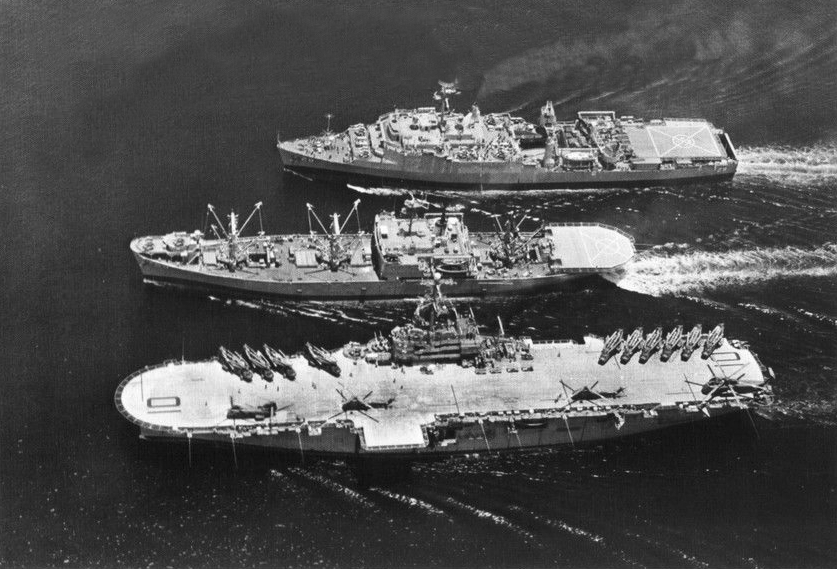
Le navire ravitailleur réapprovisionne l'USS Tripoli et le navire de débarquement au large du Vietnam (vers 1969).

La dernière opération amphibie du Tripoli de ce déploiement à lieu début février. L'offensive du Têt provoque le retrait des troupes sud-vietnamiens de l'opération Taylor Common alors en cours dans la province de Quand Nam, près d'An Hoa. L'opération Defiant Measure est déclenchée le 10 février 1969 à 08 h 00, et s'achève le 16, le Tripoli servant comme souvent de base de soutien, les Marines restant ensuite à terre pour participer à la suite de l'opération Taylor Common. Le Tripoli quitte le Vietnam le 16 février pour rallier la baie de Subic qu'il atteint le 18, date à laquelle il est relevé par le Valley Forge. Il quitte les Philippines le 22 pour Yokosuka où il doit subir des réparations, avant de pouvoir rallier San Diego qu'il atteint le 19 mars 1969. Après six mois de travaux et d'entretien, il reprend l'entrainement de septembre à octobre 1969. Le 1er novembre 1969, il quitte San Diego pour son troisième déploiement au Vietnam, arrivant à Da Nang le 20 novembre après une escale de ravitaillement à Guam le 15.

### Troisième déploiement
À la différence de ses deux premiers déploiements, le troisième fut marqué par l'absence d'actions opérationnelles. Le Tripoli ne fût pas inactif pour autant, car il participe à des exercices amphibies aux Philippines et au transport des unités de Marines en direction d'Okinawa en novembre/décembre (opération Keystone Cardinal). Il subit ensuite un entretien dans la baie de Subic entre le 5 et le 12 décembre et deux exercices amphibies à Zambales les 13 et 14.
Le nouveau président américain, Richard Nixon, entame le processus de « vietnamisation » qui voit le développement de l'ARVN et le retrait progressif des troupes américains de ce conflit de plus en plus impopulaire outre-Atlantique. Les premiers Marines quittent le Vietnam le 15 juillet 1969 et les derniers en 1971, presque deux ans avant le départ des derniers soldats américains du Vietnam. Le Tripoli est de retour à San Diego le 16 février 1970.
Le 23 février, il est en travaux au Long Beach Naval Shipyard pour changer une hélice endommagé. Il appareille du port le 27 pour retourner en Extrême-Orient, arrivant dans la baie de Subic le 15 mars 1970.
Il s’entraîne alors intensivement entre les Philippines et Okinawa pour préparer un entrainement commun avec les forces sud-coréennes. Il arrive dans les eaux du pays au matin du 18 avril et deux jours plus tard, participe à l'opération Golden Dragon qui s'achève le 25 avril, avant de rallier Okinawa le 27. Il opère ensuite au large de Da Nang à la fin de la première semaine de mai, puis passe une semaine à Hong Kong. À la fin du mois de mai, le porte-hélicoptère rallie Okinawa via la baie de Subic, débarquant sur l'île japonaise la SLF Alpha, puis à Da Nang le ComPhibRon 9 et son personnel, chargeant du matériel pour rentrer aux États-Unis. Il quitte le Vietnam le 7 juin 1970 et rallie San Diego le 24 juin.
Durant les quinze mois suivants, le Tripoli opère le long de la côte Ouest, effectuant une remise en condition technique du navire puis sa remise en condition opérationnelle de l'équipage et des Marines transportés. Du 1er février au 1er juin 1971, il est immobilisé pour un grand carénage au chantier naval d'Hunters Point, ralliant San Diego le 3 pour effectuer sa remise en condition qui l'occupa tout le mois de juin et le début du mois de juillet. Il effectue ensuite plusieurs entraînements amphibies et deux croisières d'instruction, l'une avec des officiers mariniers et l'autre avec des réservistes de l'USMC. La fin du mois d'août et le mois de septembre furent consacrés à la préparation d'un quatrième déploiement en Extrême-Orient.

### Quatrième déploiement
Le 1er octobre 1971, le Tripoli quitte San Diego pour l'Extrême-Orient, faisant escale à Pearl Harbor et Okinawa avant de rallier la baie de Subic le 28. Il effectue de nombreux exercices amphibies aux Philippines, ainsi que des escales à Keelung, Kaohsiung (Taiwan) et à Sasebo (Japon). À son retour de Sasebo vers la baie Subic, il reçoit l'ordre de rallier l'océan Indien et la Task Force 74, une force spéciale constitué autour de l'USS Enterprise destiné à surveiller la troisième guerre indo-pakistanaise qui avait éclaté le 3 décembre. Le navire resta déployé dans l’océan Indien et le golfe du Bengale jusqu'au début 1972, le Tripoli ralliant la baie de Subic le 14 janvier. Il reprit ensuite son programme habituel, effectuant notamment des entraînements et des escales à Singapour, Hong Kong et Kobe.
Il effectua néanmoins une courte incursion dans les eaux vietnamiennes en avril, opérant comme bâtiment SAR à la « Yankee Station ». Au mois de juin, il participa à l'évacuation de troupes vietnamiennes mais transporta également des marines sud-vietnamiens entre Tam My et Quang Tri durant la contre-offensive sud-vietnamienne destinée à repousser l'offensive de Pâques. La participation à l'opération Lam Son 72 du Tripoli se déroula du 29 juin au 11 juillet. Le 20 juillet 1972, il quitte les eaux vietnamiennes pour rallier la baie de Subic le 23 juillet, restant sur zone jusqu'au 4 août, date à laquelle il met cap à l'ouest, ralliant San Diego le 20 août, restant sur place jusqu'au 10 octobre.
Après un exercice amphibie de six jours à proximité de Hunter Liggett Point, au nord de Los Angeles, le porte-hélicoptère rentre à San Diego où il reste jusqu'à la fin de l'année. Les deux premiers mois de 1973 sont consacrés à la préparation à un nouveau déploiement en Extrême-Orient.

### Cinquième déploiement

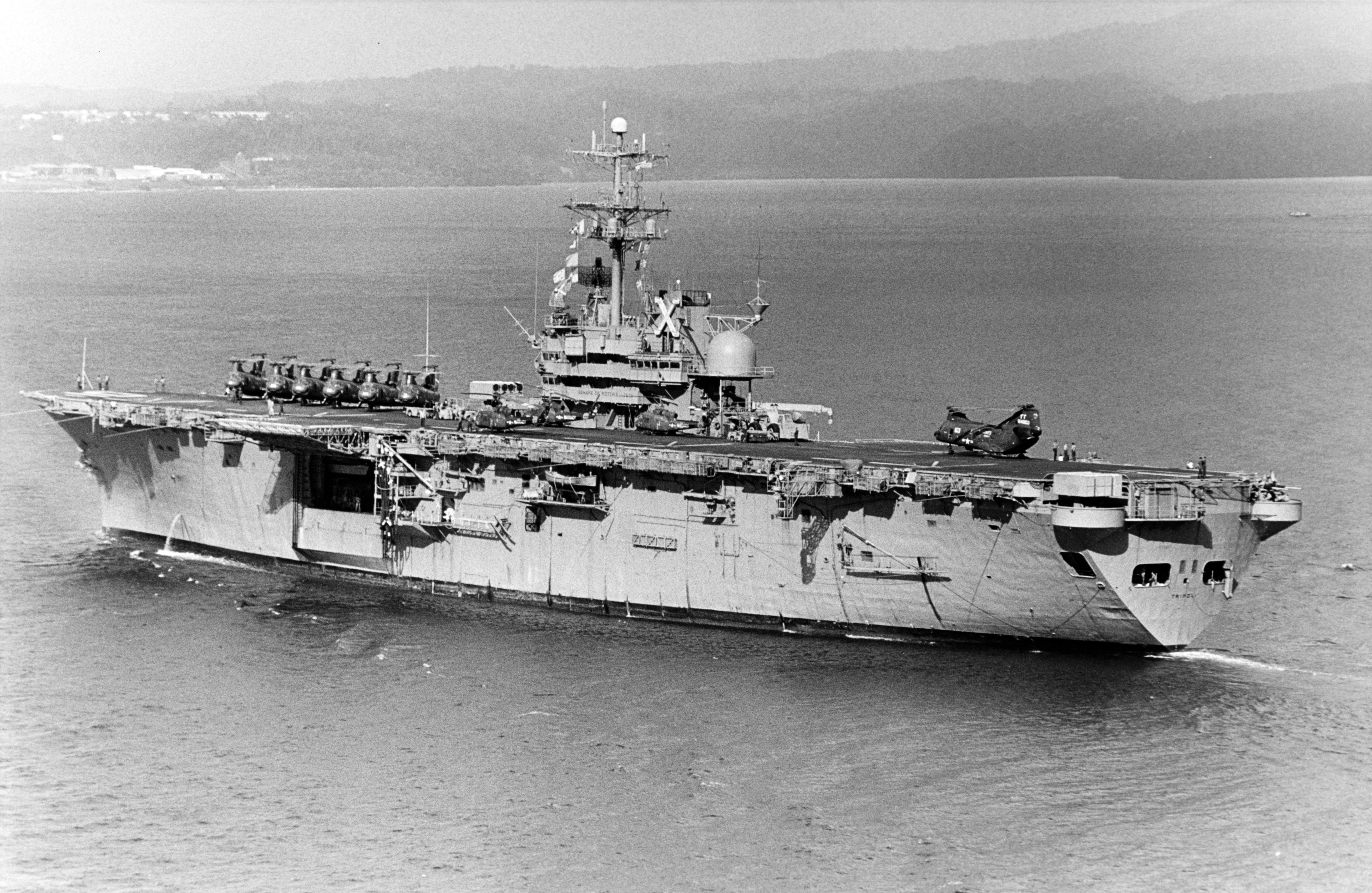
L'USS Tripoli pénètre dans la baie de Subic après avoir participé à l’opération End Sweep (20 juillet 1973).

Il appareille de son port d'attache le 6 mars 1973 pour son cinquième déploiement en Extrême-Orient. Il fait escale trois semaines à Pearl Harbor pour réparer une turbine haute-pression, et atteint la baie de Subic le 17 avril. Il devait participer à l'opération End Sweep de déminage dans les eaux du Nord-Vietnam mais une propulsion récalcitrante l'empêcha de participer à l'opération, le LPH-10 arrivant le 19 juillet à Haïphong. Ce jour-là, le commandant de la TF-78, le contre-amiral Brian McCauley embarqua à bord du Tripoli et entama des négociations avec des représentants nord-vietnamiens sur la conduite de l'opération End Sweep. Les négociations se déroulèrent en chinois. Tout au long de l’opération, le navire fournissait une plate-forme aux hélicoptères engagés dans des opérations de déminage et à ceux fournissant des services de logistique et de transport. Il resta dans la zone de dragage jusqu'au 18 juillet, date à laquelle il quitta les eaux nord-vietnamiennes en compagnie des USS Inchon et USS Ogden, à destination de Luçon. L'opération End Sweep s'achève le 27 juillet et le Tripoli rentre au mois d'août à San Diego.

### Entre carénages et déploiements en Extrême-Orient (1974-1979)
En 1974, il est le premier navire-amphibie de la marine américaine à mettre en œuvre l'avion militaire AV-8A Harrier du 17 juin au 13 août.
Entre janvier 1974 et la fin de 1976, le Tripoli va retourner deux fois en Extrême-Orient, la première fois de juillet 1974 à janvier 1975 et le second de la mi-février à octobre 1976. Si le premier fut marqué par aucun événement saillant, le second fut marqué par l'assistance à l'île de Guam frappée par le typhon Pamela en mai 1976. Il participa également à deux exercices amphibies américano-coréens menés près de Pohang, en Corée, en mars et juin. Il rentre à San Diego le 25 octobre 1976.
Les six premiers mois de 1977 voient le Tripoli être immobilisé pour un entretien (Planned Restricted Availability, PRAV) à San Diego, travaux concernant notamment sa propulsion. Les travaux s'achèvent le 28 juin, mais il est remorqué au Long Beach Naval Shipyard pour réinstaller la turbine basse pression. Les énièmes travaux sont complétés le 26 juillet et les essais terminés, le porte-hélicoptère rallie San Diego le 28 juillet.
Le 3 novembre, le porte-hélicoptères quitte San Diego pour son septième déploiement en Extrême-Orient qui dure du 25 novembre 1977 au 22 juillet 1978. Il rentre ensuite à San Diego, enchaînant par une PRAV de trois mois pour préparer un nouveau déploiement en Extrême-Orient en 1979.

## Exercices et croisières, années 1980

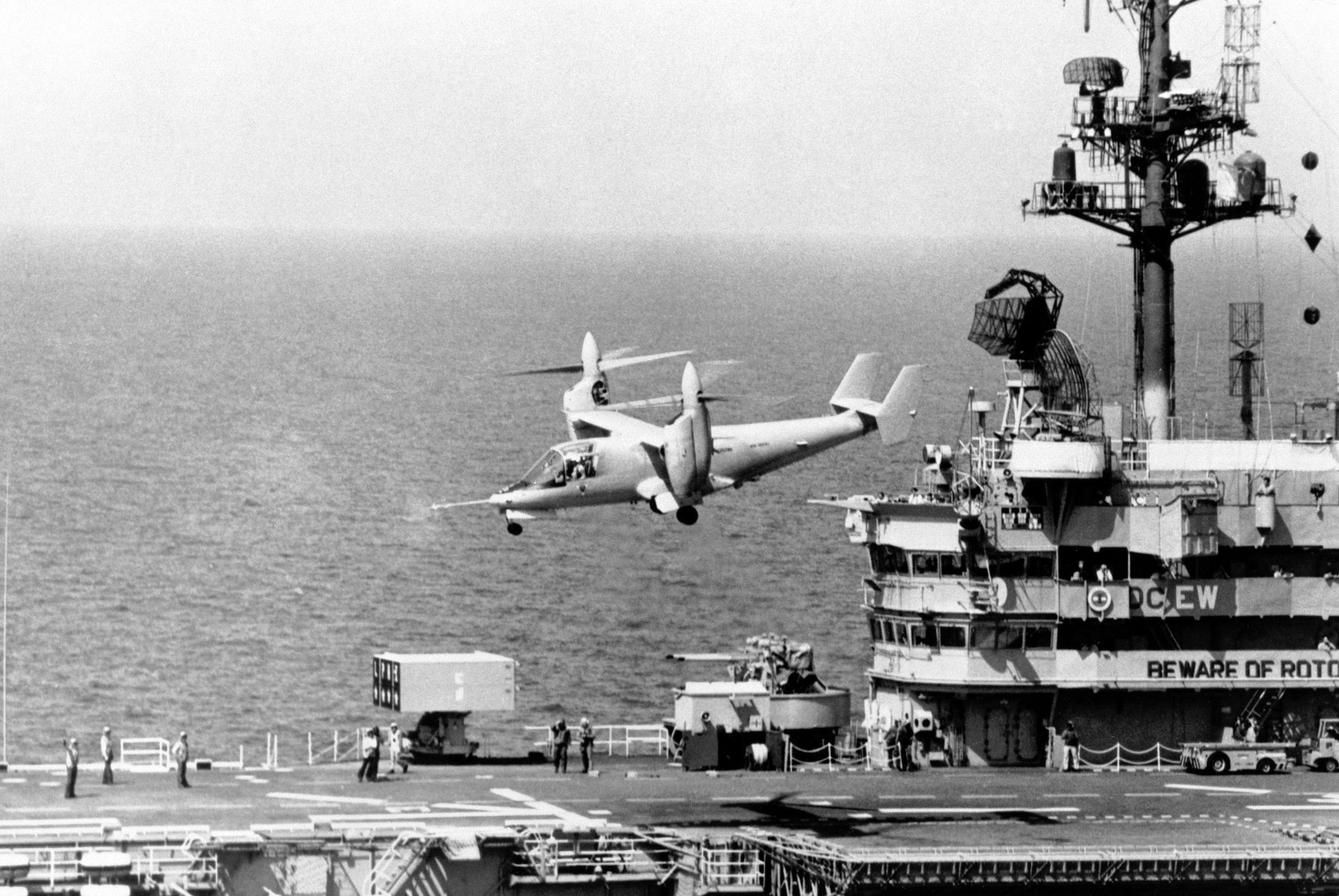
Un Bell XV-15 décolle du pont d'envol de l'USS Tripoli lors d'essais le 1 août 1983.

Sous le commandement du capitaine John J. Higginson, l'USS Tripoli embarque le MAU 31 / HMM-265 'Dragons' (REIN) et prend la mer le 12 novembre 1981 pour un déploiement Westpac / océan Indien en tant que porte-drapeau du groupe de défense amphibie « Ready Group Alpha / Escadron amphibie 1 » (USS Duluth (en), USS Mount Vernon (en), USS Fresno (en)) au cours duquel la force se rend à Perth et Fremantle (Australie-Occidentale) du 28 janvier au 3 février 1982. L'USS Tripoli rentre à San Diego le 15 mai 1982.
En 1982, le porte-hélicoptère sert de plate-forme d’essai du convertible expérimental Bell XV-15 (en), qui fut le précurseur du V-22 Osprey.

## Opérations auMoyen-Orient, 1990–1995

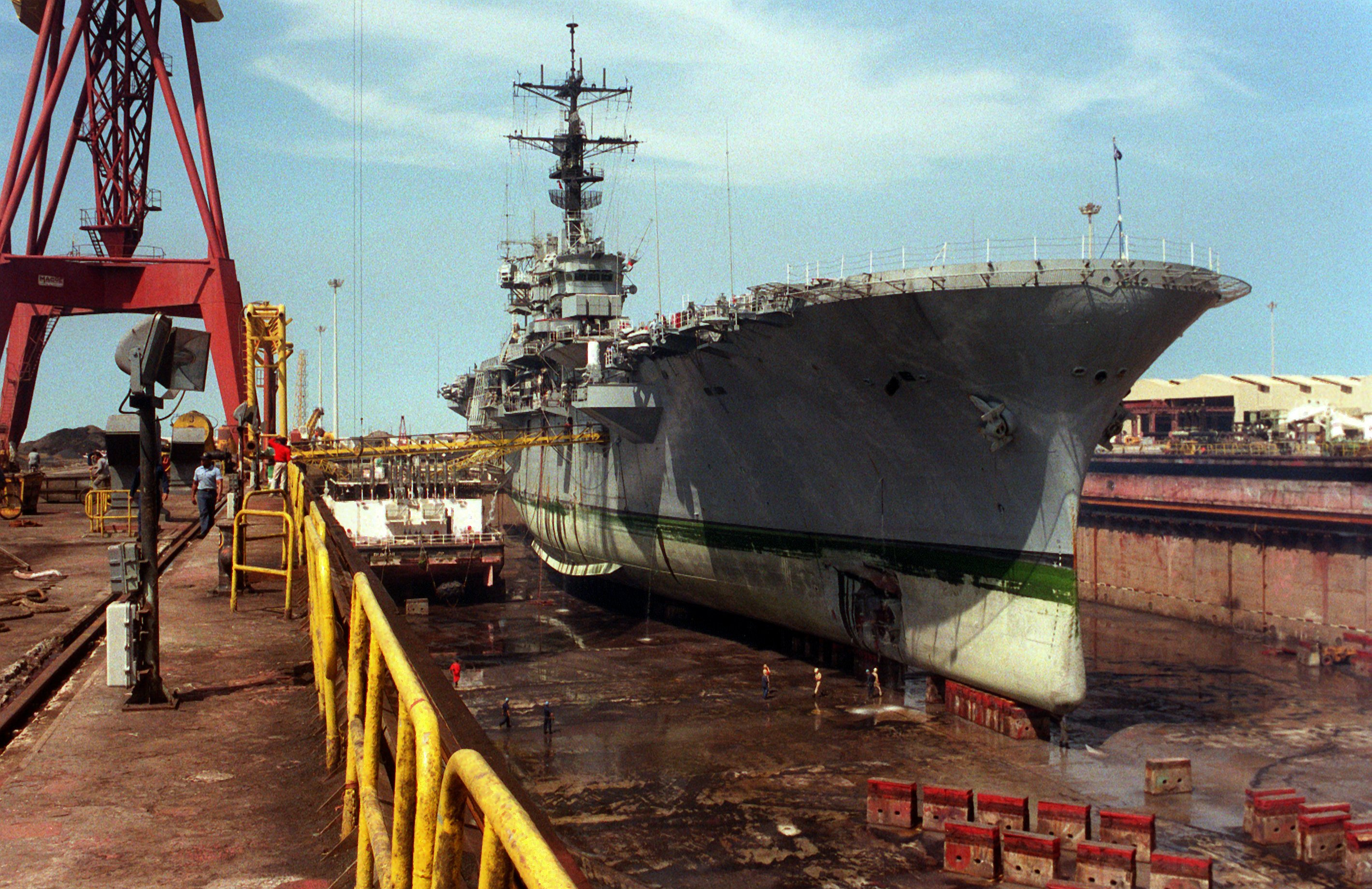
L'USS Tripoli en cale sèche après avoir percuté une mine navale irakienne (février 1991).

Le 2 août 1990, l'Irak de Saddam Hussein envahit le Koweït. Aussitôt, les américains déclenchent l'opération Desert Shield. Le Tripoli est envoyé sur zone le 1er décembre 1990, non pas comme porte-hélicoptères amphibie, mais comme bâtiment de commandement et de soutien aux opérations anti-mines avec à son bord, un escadron spécialisé, le HM-14 équipé de Sikorsky MH-53E Sea Dragon. Après des mois d'entraînement au large de Dubaï, le personnel de l'U.S. Mine Countermeasures Group (USMCMG) embarquent à bord de l'USS Tripoli le 20 janvier 1991 et se rend dans la partie nord des eaux du golfe Persique pour s'acquitter de sa mission de déminage. En tant que navire-amiral de l'opération combinée, le poste de pilotage du Tripoli était la base des hélicoptères de déminage. Six dragueurs de mines britanniques rejoignent leurs homologues américains, des navires de guerre britanniques et américains assurant la défense aérienne.
Dans le cadre de la bataille au large de Bubiyan, le 18 février 1991 à 04 h 37 du matin, le Tripoli est touché par une mine (mine de fond ou une mine flottante) LUGM-145 (en) contenant 145 kg d'explosifs qui explose à tribord avant, provoquant une brèche de 4,87 mètres de long sur 6 mètres de haut, sous la ligne de flottaison. Il y a quatre blessés et six compartiments sont envahis d'eau. Alors que le Princeton (en) est hors de combat (victime de deux mines de fond Manta), le Tripoli peut reprendre son rôle opérationnel après vingt-heures de lutte des équipes de contrôle des dommages. Après une semaine, il est finalement décidé de le réparer après le transfert du HM-14 sur l'USS New Orleans, l'USS La Salle (en) servant de navire de commandement. Après un mois de réparations dans une cale sèche de la Arab Shipbuilding and Repair Yard Company (en) Dubaï coûtant de 3,5 millions (
7 millions actuels) à 5 millions de dollars (
9 millions actuels), le Tripoli peut reprendre son opération de déminage visant à draguer les champs de mines navals établis par l'Irak.
Trois hommes d'équipage ont reçu la Bronze Star, trois autres ont reçu Silver Stars et le navire a reçu le Combat Action Ribbon pour des performances exceptionnelles lors de l'incident.
Le Tripoli a également participé à l'intervention occidentale en Somalie destinée à faire cesser la famine et la guerre civile qui ravageait le pays depuis 1991. L'opération Restore Hope est ainsi déclenchée le 3 décembre 1992, le Tripoli héliportant les Marines de la 15e MEU (SOC) sur l'aéroport et le port de Mogadiscio.
La dernière opération du Tripoli fut l'opération Vigilant Warrior, une démonstration de force fin 1994 pour dissuader Saddam Hussein de menacer à nouveau le Koweït. Cette démonstration porta apparemment ses fruits car les troupes irakiennes se replièrent de la frontière irakienne.

## Fin de carrière

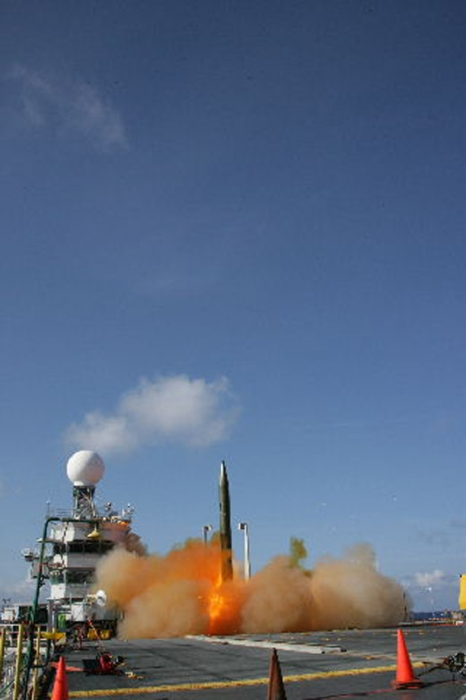
Le Tripoli est utilisé comme plateforme de lancement de missiles.

Le Tripoli est retiré du service en 1995 et aurait pu finir comme cible ou démoli, mais en 2004, il est cédé à l'armée pour servir de plate-forme de lancement de missiles destiné au développement du programme National Missile Defence, plus connu sous le nom de bouclier anti-missiles.
Après avoir rejoint le chantier naval de Mare Island, en décembre 2006, il est remorqué à Pearl Harbor où débute son rôle. À trois reprises, le navire est remorqué à une centaine de kilomètres de la côte et utilisé pour lancer de petits missiles balistiques, qui sont ensuite interceptés par des missiles THAAD. Le dernier test de la série se déroule le 26 octobre, lorsque le navire tire un missile de type Scud, intercepté avec succès. Le navire est ensuite remorqué dans la région de la baie de San Francisco pour l'hiver. Le navire retourne ensuite à Pearl Harbor pour une deuxième série d'essais à la fin du printemps 2008.  
À partir de 6 septembre 2014, le Tripoli est amarrée au quai 80 à San Francisco, en Californie. En mars 2015, le navire est remorqué par le canal de Panama et depuis avril 2015, est stocké dans la flotte de réserve de Beaumont. En août 2016, l'administration maritime américaine annonce sa démolition.

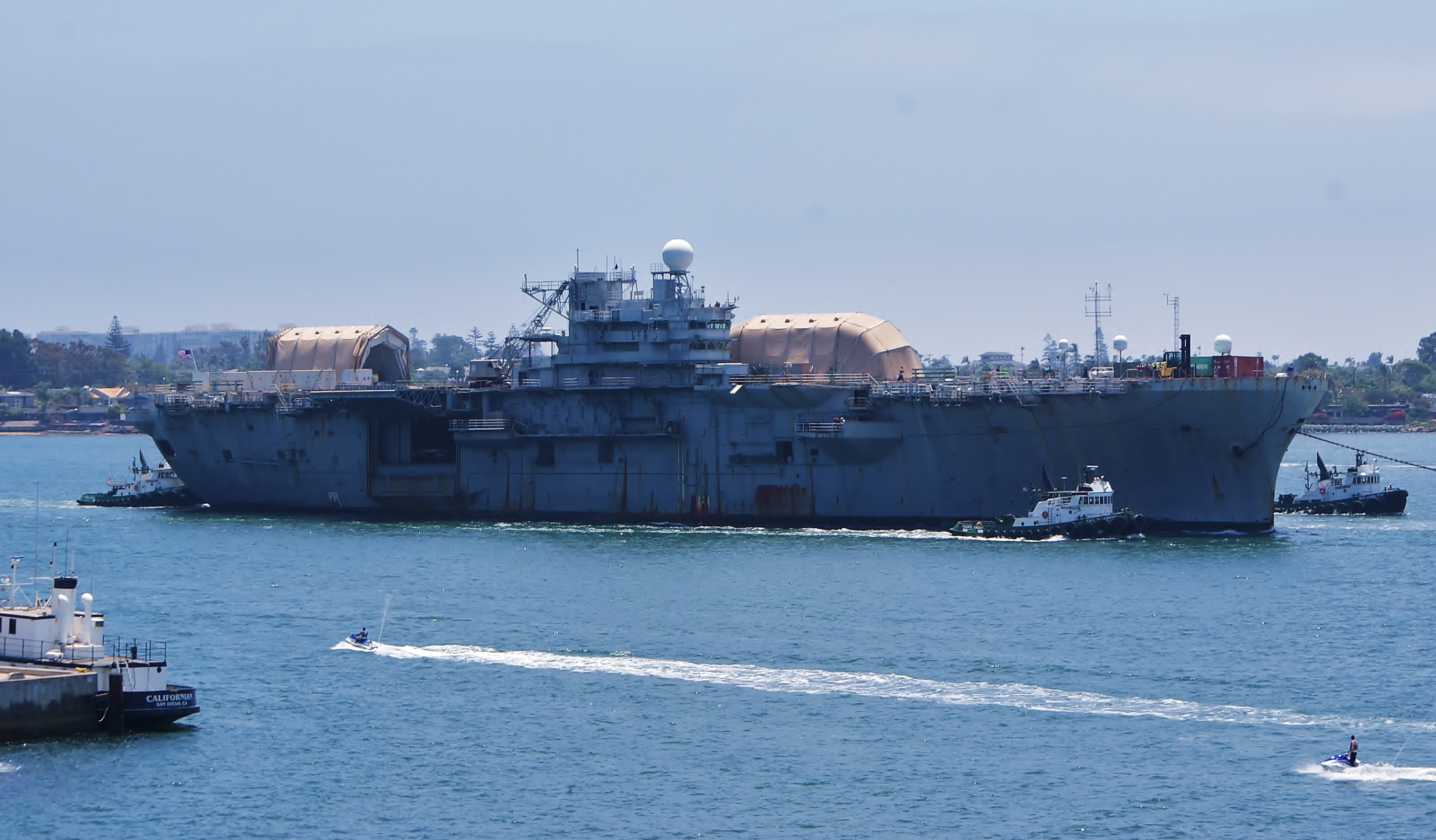
L'USS Tripoli (déclassé) remorqué hors de la baie de San Diego (24 juillet 2010).

En juillet 2018, il est remorqué pour la dernière fois de Beaumont à Brownsville, au Texas, où il est démoli par la société European Metal Recycling.